# Кровавогрудая нектарница
Кровавогрудая нектарница (лат. Cinnyris rockefelleri) — вид воробьинообразных птиц из семейства нектарницевых. Видовое латинское название дано в честь Джона Стерлинга Рокфеллера.

## Распространение
Обитают в Демократической Республике Конго, а возможно также в Бурунди и Руанде. Естественной средой обитания являются субтропические и тропические влажные горные леса, а также субтропические и тропические высотные кустарники.
МСОП присвоил птице охранный статус VU. Угрозой для вида считают возможную утрату мест обитания.